# Brzezie nad Odrą
Brzezie nad Odrą – nieczynna stacja kolejowa położona w jednej z dzielnic Raciborza – Brzeziu. Leży pomiędzy przystankiem Brzezie Dębicz a Lubomią. Przez stację przebiega linia kolejowa nr 176, która obsługowała ruch towarowy do kopalni "Anna" w Pszowie. Przystanek dawniej nosił też nazwy Hohenbirken oraz Brzezie.